# Utorak
Utorak je drugi dan u tjednu, koji se nalazi između ponedjeljka i srijede.  Ime proizlazi od praslavenske riječi въторъ, vtori  što doslovno znači drugi.
Utorak je obično dan za izbore u Sjedinjenim Državama. Federalni izbori se održavaju u utorak poslije prvog ponedjeljka u studenom; ovaj datum je potječe iz zakon iz 1845. za predsjedničke izbore, a proširen je na izbore za Kongres 1875. godine i na Senat 1914. godine. Utorak je najraniji dan sedmice koji je bio praktičan za anketiranja u ranom 19. stoljeću: građani su možda morali putovati cijeli dan da bi glasali, a nisu željeli ići u nedjelju, koja je bila dan svetkovanja za veliku većinu njih. Mnoge američke države održavaju predsjedničke primarne izbore utorkom.
Crni utorak, u Sjedinjenim Državama, odnosi se na 29. listopada 1929., početak velike panike oko burze. Ovo je bio utorak poslije Crnog četvrtka, koji je označio početak Velike depresije.
U grčkom svijetu, utorak (dan u tjednu kada je pao Konstantinopol) se smatra nesretnim danom. Isto važi i za zemlje koje govore španjolski jezik, gdje postoji poslovica En martes, ni te cases ni te embarques (Utorkom se ne ženi, ni ne počinji putovanja).

## Vanjske poveznice
- Gdje je utorak dobio svoje ime  Arhivirana inačica izvorne stranice od 25. veljače 2006. (Wayback Machine)
- Danas je utorak  Arhivirana inačica izvorne stranice od 12. ožujka 2007. (Wayback Machine)